# ヘキシルアミン
ヘキシルアミン（英語: hexylamine）または、n-ヘキシルアミンは、化学式が CH3CH2CH2CH2CH2CH2NH2 の化合物である。無色の液体で、ヘキサンのアミン異性体の一つ。標準状態ではアンモニア臭または漂白剤臭があり、多くの有機溶媒に溶ける。

## 利用
主に、界面活性剤、殺虫剤、防錆剤、染料、ゴム製品、乳化剤、医薬品に利用される。